# К-419 «Кузбас»
| К-419 «Кузбас»                                                                       | К-419 «Кузбас»                                                              | К-419 «Кузбас»                                                              |
| ------------------------------------------------------------------------------------ | --------------------------------------------------------------------------- | --------------------------------------------------------------------------- |
| К-419 «Кузбасс»                                                                      |                                                                             |                                                                             |
|                                                                                      |                                                                             |                                                                             |
| Російський атомний підводний човен К-419 «Кузбас» на параді ВМФ у Владивостоці. 2008 |                                                                             |                                                                             |
| Верф                                                                                 | завод № 199, Комсомольськ-на-Амурі                                          | завод № 199, Комсомольськ-на-Амурі                                          |
| Під прапором                                                                         | Росія                                                                       | Росія                                                                       |
| Належність                                                                           | Військово-морські сили Російської Федерації                                 | Військово-морські сили Російської Федерації                                 |
| Порт приписки                                                                        | Бухта Крашеніннікова, Вілючинськ                                            | Бухта Крашеніннікова, Вілючинськ                                            |
| На честь                                                                             | Кузбас                                                                      | Кузбас                                                                      |
| Закладений                                                                           | 28 липня 1991                                                               | 28 липня 1991                                                               |
| Спуск на воду                                                                        | 18 травня 1992                                                              | 18 травня 1992                                                              |
| Введений до складу флоту                                                             | 31 грудня 1992                                                              | 31 грудня 1992                                                              |
| Перейменований                                                                       | з 13 квітня 1993 року — «Морж» з 29 січня 1998 року — «Кузбас»              | з 13 квітня 1993 року — «Морж» з 29 січня 1998 року — «Кузбас»              |
| На службі                                                                            | з 1992                                                                      | з 1992                                                                      |
| Сучасний статус                                                                      | у строю                                                                     | у строю                                                                     |
| Бойовий досвід                                                                       | Друга холодна війна                                                         | Друга холодна війна                                                         |
| Нагороди                                                                             |                                                                             |                                                                             |
| Проєкт                                                                               |                                                                             |                                                                             |
| Тип ПЧ                                                                               | багатоцільовий атомний підводний човен                                      | багатоцільовий атомний підводний човен                                      |
| Розробник проєкту                                                                    | СПМБМ «Малахіт»                                                             | СПМБМ «Малахіт»                                                             |
| Класифікація НАТО                                                                    | Akula-II                                                                    | Akula-II                                                                    |
| Основні характеристики                                                               |                                                                             |                                                                             |
| Швидкість (надводна)                                                                 | 16,5 вузлів (30,5 км/год)                                                   | 16,5 вузлів (30,5 км/год)                                                   |
| Швидкість (підводна)                                                                 | 27 вузлів (50 км/год)                                                       | 27 вузлів (50 км/год)                                                       |
| Робоча глибина занурення                                                             | 520 м                                                                       | 520 м                                                                       |
| Гранична глибина занурення                                                           | 600 м                                                                       | 600 м                                                                       |
| Автономність плавання                                                                | 100 діб                                                                     | 100 діб                                                                     |
| Екіпаж                                                                               | 73 особи                                                                    | 73 особи                                                                    |
| Розміри                                                                              |                                                                             |                                                                             |
| Довжина найбільша (по КВЛ)                                                           | 110,3 м                                                                     | 110,3 м                                                                     |
| Ширина корпусу найб.                                                                 | 13,6 м                                                                      | 13,6 м                                                                      |
| Середня осадка (по КВЛ)                                                              | 9,6 м                                                                       | 9,6 м                                                                       |
| Водотоннажність надводна                                                             | 8 140 т                                                                     | 8 140 т                                                                     |
| Силова установка                                                                     |                                                                             |                                                                             |
| Атомна: 1 × ядерний ректор ОК-650Б3                                                  |                                                                             |                                                                             |
| Гвинти                                                                               | 2                                                                           | 2                                                                           |
| Потужність                                                                           | 190 МВт                                                                     | 190 МВт                                                                     |
| Озброєння                                                                            |                                                                             |                                                                             |
| Торпедно- мінне озброєння                                                            | 4 × 650-мм торпедні апарати (12 торпед) і 4 × 533-мм ТА калібру (28 торпед) | 4 × 650-мм торпедні апарати (12 торпед) і 4 × 533-мм ТА калібру (28 торпед) |
| Ракетне озброєння                                                                    | ракетний комплекс морського базування РК-55 «Гранат»                        | ракетний комплекс морського базування РК-55 «Гранат»                        |
| ППО                                                                                  | ПЗРК «Стріла-3М»                                                            | ПЗРК «Стріла-3М»                                                            |

К-419 «Кузбас» (рос. К-419 «Кузбасс») — російський багатоцільовий атомний підводний човен проєкту 971У «Щука-Б». Закладений 28 липня 1991 року під назвою К-419 на заводі заводі № 199 у Комсомольськ-на-Амурі під заводським номером 516. 18 травня 1992 року спущений на воду. 31 грудня 1992 року включений до складу входить до складу 10-ї дивізії підводних човнів Тихоокеанського флоту Росії. 29 січня 1998 року отримав назву «Кузбас».

## Історія служби
10 липня 1993 року підводний човен під командуванням капітана 1 рангу А. А. Апполонова з похідним штабом на борту прибув до пункту постійного базування в бухті Крашенінникова на Камчатці. 11 серпня відбулася перша практична стрільба з ПЧ на «відмінно». 13 квітня 1993 року човен отримав назву «Морж».
З жовтня по грудень 1995 року К-419 «Морж» виконував завдання першої бойової чергування біля західних берегів Сполучених Штатів, що відбувалися в жорсткій системі протичовнової протидії силами флоту США.
З травня по липень 1996 року виконувалися завдання другої бойової служби. З липня по серпень 1997 року виконувалися завдання третьої бойової служби.
27 лютого 1998 року наказом Головкому ВМФ від 29 січня 1998 року ПЧ було присвоєно назву «Кузбас».
1 травня 1998 року, після розформування 45-ї дивізії підводних човнів, «Кузбас» був переданий 10-й дивізії підводних човнів 2-ї флотилії підводних човнів Тихоокеанського флоту. 1 вересня 1998 року переведений до 16-го ОпЕскПЧ ЧТОФ.
У 2001 році підводний човен ремонтував на федеральному державному підприємстві «СВРЦ» у бухті Сельдевої.
1 червня 2003 року «Кузбас» був переданий до складу 16-го ЧТОФ ЕСКПЧ, потім до 2005 року використовувався для відпрацювання навчально-бойових завдань 78-м, 622-м екіпажем і екіпажем гвардійської К-295 «Самара».
У 2007 році Кузбас брав участь у проведенні ходових випробувань К-152 «Нерпа».
З 2009 до 19 березня 2016 року АПЧ К-419 «Кузбас» перебував у тривалому ремонті на Далекосхідному заводі «Звєзда» у місті Великий Камінь.